# Lambros Demetrios Callimahos
Lambros Demetrios Callimahos (16 décembre 1910 — 28 octobre 1977) est un cryptologue de l'armée américaine

## Études
Né à Alexandrie de parents grecs, il émigre avec sa famille aux États-Unis à l'âge de quatre ans. Son père était journaliste.
Ses principaux centres d'intérêt à l'école sont la chimie, la physique et la médecine.
Il se prend de passion pour la musique à 14 ans lorsqu'il entre en high school à Asbury Park.
Selon les vœux de son père, il passe un diplôme de droit à Rutgers mais ensuite entre à Juilliard à l'âge de 19 ans et obtient son diplôme en 1933. Bien qu'il ait commencé dernier de sa classe, il se retrouve premier la deuxième année grâce aux encouragements de son professeur, Arthur Lora. Il continue ensuite ses études en Europe.

## Carrière musicale
Ses débuts musicaux se font à Munich en 1935 où il est salué comme Meisterfloetist. Il joue aussi à Vienne puis joue à Munich sept de ses propres transcriptions des sonates de Bach pour flûte et clavecin de la suite en si mineur. Il fait une tournée de deux ans en Europe avant de prendre le poste de professeur au Mozarteum.
Il fait son premier concert aux États-Unis en 1937 au Town Hall. Il continue à faire des tournées sur les deux continents.

## Seconde Guerre mondiale
Il rejoint l'Armée américaine en 1941 en espérant que son intérêt dans la cryptologie pourrait servir.
Il enseigne l'italien et la cryptanalyse à Fort Monmouth (en). Puis il suit des cours de japonais et sert ensuite comme officier SIGINT à New Delhi.

## NSA
Il est assigné après la guerre à l'Army Security Agency comme assistant de William F. Friedman. Ils rejoignent tous deux la National Security Agency (NSA) lors de sa création. Il crée pendant les années 1950 le cours CA-400, une expansion du cours de Friedman. Les diplômés de ce cours deviennent membre de la Dundee Society. Il conçoit pour ce cours le problème de Zendia. Il revoit également quelques travaux de Friedman et écrit Military Cryptanalytics.
Il crée en 1955 le NSA Technical Journal puis devient conseiller technique pour le reste de sa carrière.
Des problèmes de santé l'obligent à prendre sa retraite en 1976 et il meurt le 28 octobre 1977.